# İlhan Mansız
İlhan Mansız (sinh ngày 10 tháng 8 năm 1975) là một cựu cầu thủ bóng đá Thổ Nhĩ Kỳ sinh ở Đức, từng làm trợ lý huấn luyện viên tại Beşiktaş. Anh thi đấu ở vị trí tiền đạo. Anh cũng là một vận động viên trượt băng. Anh là người gốc Tatar Krym.

## Thống kê sự nghiệp
| Đội tuyển bóng đá Thổ Nhĩ Kỳ | Đội tuyển bóng đá Thổ Nhĩ Kỳ | Đội tuyển bóng đá Thổ Nhĩ Kỳ |
| Năm                          | Trận                         | Bàn                          |
| ---------------------------- | ---------------------------- | ---------------------------- |
| 2001                         | 2                            | 1                            |
| 2002                         | 13                           | 5                            |
| 2003                         | 6                            | 1                            |
| Tổng cộng                    | 21                           | 7                            |